# Secretario de Educación de los Estados Unidos
El secretario de Educación de los Estados Unidos (en inglés: United States Secretary of Education) es el jefe del Departamento de Educación de los Estados Unidos, encargado de asesorar al presidente sobre políticas educativas. El secretario es miembro del gabinete del presidente.
En la línea de sucesión presidencial, se encuentra en el decimosexto lugar.
El secretario es asesorado por el Comité Nacional Asesor sobre Calidad e Integridad Institucional, un comité consultivo sobre «asuntos relacionados con la acreditación y el proceso de elegibilidad y certificación de las instituciones de educación superior».
La actual secretaria es Linda McMahon, nominada por Donald Trump y confirmada por el Senado en marzo de 2025.

## Secretarios de Educación
Partidos
     Demócrata
     Republicano
| N.º | Imagen              | Nombre                    | Estado de residencia | Inicio                   | Final                    | Presidente | Presidente     |
| --- | ------------------- | ------------------------- | -------------------- | ------------------------ | ------------------------ | ---------- | -------------- |
| 1   |                     | Shirley Hufstedler        | California           | 30 de noviembre de 1979  | 20 de enero de 1981      |            | Jimmy Carter   |
| 2   |                     | Terrel Bell               | Utah                 | 22 de enero de 1981      | 20 de enero de 1985      |            | Ronald Reagan  |
|     |                     | William Bennett           | Nueva York           | 6 de febrero de 1985     | 20 de septiembre de 1988 |            | Ronald Reagan  |
| 3   |                     | William Bennett           | Nueva York           | 6 de febrero de 1985     | 20 de septiembre de 1988 |            | Ronald Reagan  |
| 4   |                     | Lauro Cavazos             | Texas                | 20 de septiembre de 1988 | 12 de diciembre de 1990  |            | Ronald Reagan  |
| 4   | George H. W. Bush   | Lauro Cavazos             | Texas                | 20 de septiembre de 1988 | 12 de diciembre de 1990  |            |                |
| –   |                     | Ted Sanders interino      | Illinois             | 12 de diciembre de 1990  | 22 de marzo de 1991      |            |                |
| 5   |                     | Lamar Alexander           | Tennessee            | 22 de marzo de 1991      | 20 de enero de 1993      |            |                |
| 6   |                     | Richard Riley             | Carolina del Sur     | 21 de enero de 1993      | 20 de enero de 2001      |            | Bill Clinton   |
| 7   |                     | Rod Paige                 | Texas                | 20 de enero de 2001      | 20 de enero de 2005      |            | George W. Bush |
| 8   |                     | Margaret Spellings        | Texas                | 20 de enero de 2005      | 20 de enero de 2009      |            | George W. Bush |
| 9   |                     | Arne Duncan               | Illinois             | 21 de enero de 2009      | 1 de enero de 2016       |            | Barack Obama   |
| 10  |                     | John King Jr.             | Nueva York           | 1 de enero de 2016       | 14 de marzo de 2016      |            | Barack Obama   |
| 10  | 14 de marzo de 2016 | John King Jr.             | Nueva York           | 20 de enero de 2017      |                          |            | Barack Obama   |
| –   |                     | Phil Rosenfelt interino   | Virginia             | 20 de enero de 2017      | 7 de febrero de 2017     |            | Donald Trump   |
| 11  |                     | Betsy DeVos               | Míchigan             | 7 de febrero de 2017     | 8 de enero de 2021       |            | Donald Trump   |
| –   |                     | Mick Zais interino        | Carolina del Sur     | 8 de enero de 2021       | 20 de enero de 2021      |            | Donald Trump   |
| –   |                     | Phil Rosenfelt interino   | Carolina del Sur     | 20 de enero de 2021      | 2 de marzo de 2021       |            | Joe Biden      |
| 12  |                     | Miguel Cardona            | Connecticut          | 2 de marzo de 2021       | 20 de enero de 2025      |            | Joe Biden      |
| –   |                     | Denise L. Carter interina |                      | 20 de enero de 2025      | 3 de marzo de 2025       |            | Donald Trump   |
| 13  |                     | Linda McMahon             | Carolina del Norte   | 3 de marzo de 2025       | Presente                 |            | Donald Trump   |

## Historia
En 1980, el Departamento de Salud, Educación y Bienestar pasó a llamarse Departamento de Salud y Servicios Humanos, y sus funciones educativas y la Administración de Servicios de Rehabilitación se transfirieron al nuevo Departamento de Educación. Patricia Roberts Harris fue la última secretaria de Salud, Educación y Bienestar.